# Gerald Blanchard
Gerald Daniel Blanchard (* um 1972 in Winnipeg) ist ein kanadischer ehemaliger Dieb, der als einer der erfolgreichsten, diskretesten und planerisch anspruchsvollsten Vertreter seines Metiers in die Kriminalgeschichte einging. Er führte aufwendige Überfälle auf drei Kontinenten durch. Polizeiermittler und Staatsanwälte charakterisierten ihn als „raffiniert, clever, intrigant und kreativ“; die Medien betitelten ihn nach seiner Enttarnung als „Meisterdieb“, „Superhirn“,  „Jahrhundertdieb“ oder „Gentleman-Dieb“.
Bereits als Jugendlicher war er in schwere Straftaten verwickelt, die ihm sowohl ein Vermögen als auch etwas später seine erste Freiheitsstrafe einbrachten. Er blieb ohne formale Berufsausbildung, beschäftigte sich aber autodidaktisch leidenschaftlich mit elektronischen Geräten und Überwachungstechnologien, die im weiteren Verlauf seiner kriminellen Karriere zu seinen wichtigsten Werkzeugen werden sollten. Im Alter von 26 Jahren stahl er in einer waghalsigen Aktion ein kostbares Schmuckstück der Kaiserin Elisabeth von Österreich-Ungarn („Sisi“) aus dem Schloss Schönbrunn in Wien. Während der nächsten Dekade baute Blanchard eine eigene kleine, kriminelle Organisation auf und erbeutete mehrere Millionen Kanadische Dollar. Sein Hauptziel waren Geldautomaten in Bankfilialen, die er stets unbewaffnet und unbeobachtet leerte. Den Überfällen gingen akribische Planungen, wochenlange Observierungen und die unauffällige Installation zahlreicher technischer Hilfsmittel voraus. Blanchard arbeitete mit seinem Team überwiegend auf eigene Rechnung, nahm aber auch Aufträge aus dem Ausland an.
Anfang 2007 wurde er nach langjähriger Fahndung verhaftet und sein Ring in einer landesweit abgestimmten Polizeirazzia zerschlagen. Er kooperierte während der Ermittlungen umfassend mit den Behörden und wurde im April 2012 vorzeitig aus der Haft entlassen.

## Leben

### Persönlicher Hintergrund
Blanchard wuchs zunächst in seiner Geburtsstadt Winnipeg auf. Nach einigen Jahren zog seine Mutter mit ihm und seiner Schwester nach Omaha in den US-Bundesstaat Nebraska. Aufgrund seiner kriminellen Verwicklungen (siehe nächster Abschnitt) musste er zeitweise eine Erziehungsanstalt besuchen. Er litt an Legasthenie und hatte einen leichten Sprachfehler. Randy Flanagan, ein Lehrer, nahm sich seiner an und lud ihn in seinen Heim-Mechanikkurs ein. Dort beschäftigten sich die Kinder und Jugendlichen mit einfachen Konstruktionen, Holzarbeit, Modellbau sowie Automechanik. Blanchard zeigte viel Talent und Flanagan wurde für ihn zu einer Vaterfigur. In der Highschool suchte er sich einen Schülerjob und arbeitete kurzzeitig in einem Supermarkt, in dem er die Regale auffüllte.
Durch seine Großmutter in Winnipeg behielt Blanchard enge familiäre Bindungen nach Kanada.

### Kriminelle Karriere

#### Anfänge
Seinen eigenen Angaben zufolge ist Blanchard seit seinem sechsten Lebensjahr davon fasziniert gewesen, sich anderer Leute Eigentum anzueignen. Damals konnte sich die Familie keine Milch leisten. Als er einige gerade gelieferte Flaschen auf der Veranda eines Nachbarn entdeckte, versteckte er sich zwischen parkenden Autos und nahm die Flaschen in einem unbeobachteten Moment an sich. In diesem Augenblick habe „es ihn gepackt“. 1984 machte er anhand eines funkferngesteuerten Modellautos seine ersten Erfahrungen mit Umtauschbetrug und während der Schulzeit entwendete er einmal ein VCR-Gerät aus einem Klassenraum.
Zu Beginn seiner Highschool-Jahre suchte sich Blanchard dann gezielt Angestellte von Geschäften und freundete sich mit ihnen an. Er brachte sie dazu, unzählige Produkte aus den eigenen Läden zu stehlen, die er anschließend verhehlte. Auf diese Weise verdiente er mehrere zehntausend US-Dollar. Darüber hinaus entwickelte er eine Leidenschaft für elektronische Geräte, Kameras und Überwachungstechnologie. Er studierte sie sehr genau, untersuchte ihr technisches Innenleben und wollte ihre Funktionsweisen bis ins letzte Detail verstehen. An einem Ostersonntag brach er in eine RadioShack-Filiale ein und erbeutete neben Geld auch zahlreiche Elektronikartikel. Im Alter von 16 Jahren kaufte er sich mithilfe eines Anwaltes ein eigenes Haus, das er mit 100.000 US-Dollar in bar bezahlte. Seiner Mutter erklärte er, es sei das Haus eines Freundes. Er versuchte seine Machenschaften vor ihr zu verbergen und sie fragte wohl auch nicht nach. Etwas später wurde er vom Wachmann eines Ladens beim Diebstahl von Kleidungsstücken erwischt und verhaftet. Er verbrachte mehrere Monate in Haft. Bei einer Gerichtsanhörung verbürgte sich Randy Flanagan für ihn und Blanchard wurde in dessen Obhut entlassen. Auch danach verheimlichte Blanchard seinen Reichtum nicht. Er prahlte damit, gab wahllos Geld aus und lebte sehr verschwenderisch.
Im April 1993 machte er in der Lokalpresse Schlagzeilen, als es ihm in Council Bluffs (Iowa) binnen zwei Tagen zweimal gelang, aus Polizeigewahrsam zu entwischen. Verhaftet wegen des Verdachts der Autobrandstiftung, saß er bis nach Mitternacht im Verhörraum des Polizeireviers. Er konnte sich in einen Nebenraum schleichen, eine Wand hinaufklettern und sich in der Zimmerdecke verstecken. Dort harrte er mehrere Stunden aus und verfolgte akustisch, wie die Polizisten seine Flucht bemerkten und annahmen, er sei durch den Notausgang entkommen. In einem günstigen Moment entwendete er eine Dienstmarke, eine Pistole, ein Holster, ein Polizeifunkgerät sowie eine Mütze und eine Jacke als Teil einer Polizeiuniform. Derart ausgestattet verließ er das Revier durch den Haupteingang und fuhr in der Morgendämmerung per Anhalter zurück nach Omaha, das direkt am anderen Ufer des Missouri River liegt. Dem Fahrer erklärte er, gerade von einer Kostümparty zu kommen. Ein SWAT-Team der Polizei spürte ihn am darauffolgenden Tag auf, als er sich auf dem mütterlichen Dachboden versteckte. Im Streifenwagen gelang es ihm, seine Beine durch die Handschellen (die die Hände hinter dem Rücken fixierten) zu winden und so seine Arme und Hände wieder auf die Körpervorderseite zu drehen. Während die Beamten draußen warteten und den Autoschlüssel hatten stecken lassen, setzte er sich auf den Fahrersitz, verriegelte die Türen und fuhr davon. Nach einer Verfolgungsjagd bog er auf den Parkplatz eines Steakhauses ein und flüchtete zu Fuß weiter, wurde aber bald darauf endgültig überwältigt. Diesmal wurde Gerald Blanchard zu einer Haftstrafe von vier Jahren verurteilt. Im März 1997 erfolgte die Haftentlassung, der allerdings eine umgehende Abschiebung nach Kanada folgte – verbunden mit einem fünfjährigen Einreiseverbot in die Vereinigten Staaten.

#### Der Coup in Wien

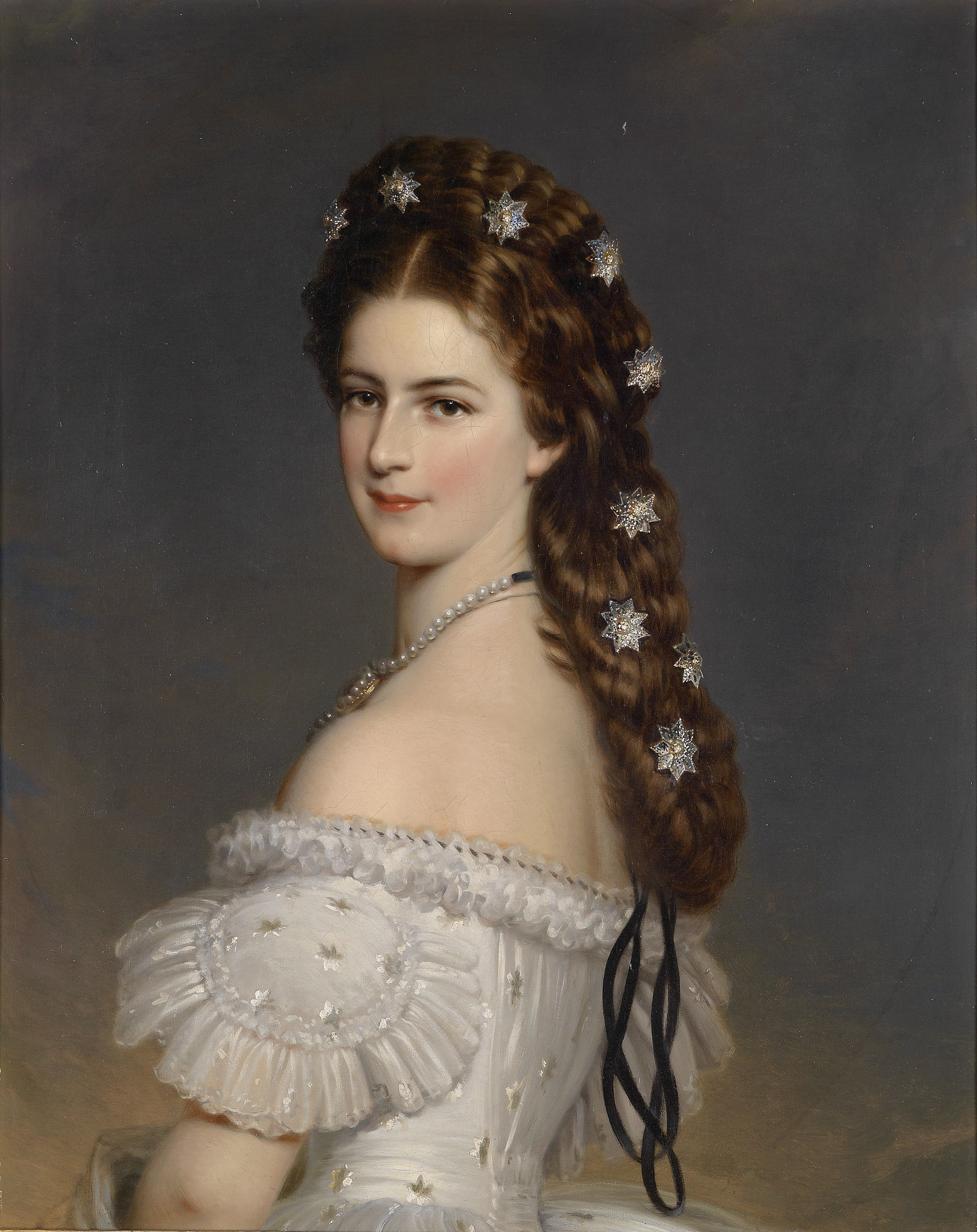
Elisabeth von Österreich-Ungarn („Sisi“) mit den Edelweiß-Sternen im Haar. Gemälde von Franz Xaver Winterhalter (um 1860, Werkstattwiederholung, Öl auf Leinwand, 80 × 64 cm)

Seine bekannteste Straftat verübte Blanchard Anfang Juni 1998 in der österreichischen Hauptstadt Wien. Im Schloss Schönbrunn stahl er einen der so genannten Edelweiß-Sterne. Diese ursprünglich 27 Schmuckstücke aus Diamanten und Perlen hatte der k.u.k. Hof- und Kammerjuwelier und Goldschmied Alexander Emanuel Köchert 1855 zum ersten Hochzeitstag von Franz Joseph I. und Elisabeth von Österreich-Ungarn („Sisi“) für die Kaiserin gefertigt. Sie trug die Sterne gerne im Haar. Ende der 1990er Jahre existierten nur noch zwei Exemplare. Sie waren zu Broschen umgearbeitet worden, jedoch seit 75 Jahren nicht mehr der Öffentlichkeit präsentiert worden. Dies sollte erstmals wieder in den Tagen von Blanchards Wien-Aufenthalt geschehen. Zusammen mit seiner damaligen Ehefrau befand er sich in den Flitterwochen, die jedoch zu einer sechsmonatigen Rundreise durch Europa ausgeweitet wurden, an der auch sein vermögender Schwiegervater teilnahm. Das Trio bereiste unter anderem London, Rom, Wien, Barcelona und die Côte d’Azur. In Wien erhielten sie dank des prominenten Status des Schwiegervaters eine exklusive Führung durch das Schloss und einen Vorabblick auf den Stern, der aus einer Privatsammlung stammte und zwei Tage später offiziell enthüllt werden sollte.
Blanchard war augenblicklich fasziniert von dem Stern. Dessen materieller Wert belief sich auf etwa 10.000 kanadische Dollar, der ideelle Wert jedoch war kaum bezifferbar. Er wusste, dass er niemals mit dem Stück würde hehlen können, sondern betrachtete den Diebstahl eher als persönliche Herausforderung. Noch während des Rundgangs begann er, den Ausstellungsraum in Augenschein zu nehmen – die Bewegungssensoren, die Art der Schrauben am Sicherheitsglaskasten und die Fenster. Unauffällig nahm er mit seiner Videokamera jedes Detail des Zimmers auf. Als das Personal in angrenzende Räume weitergegangen war, öffnete er heimlich das Fenster, lockerte mit einem Schlüssel die Schrauben und stellte sicher, dass die Bewegungssensoren ihm ein sehr langsames Bewegen innerhalb des Gebäudes ermöglichten. Darüber hinaus prägte Blanchard sich die bewaffneten Wachen ein, die an jedem Eingang postiert waren und regelmäßig durch das Schloss patrouillierten. Im Souvenirladen erstand er eine billige Plastikreplik des Sterns, auch um ein Gefühl für die Größe zu bekommen.
Bereits am nächsten Tag führte Blanchard den Diebstahl durch. Kurz zuvor hatte er einen deutschen Piloten kennengelernt, der gegen ausreichende Bezahlung bereit war, sich auf kriminelle Aktionen einzulassen. Blanchard selbst beherrschte das Fallschirmspringen und hatte das unbewachte Dach des Schlosses als neuralgischen Punkt ausgemacht. Mit einem Kleinflugzeug ließ er sich über oder in die Nähe der Anlage fliegen. Aus etwa 1600 Metern Höhe sprang er ab. Beinahe hätte er das Dach des Schlosses verfehlt, konnte aber beim Rutschen über einen Giebel gerade ausreichend abbremsen, um eine Brüstung an der Dachkante zu greifen. Durch das am Vortag geöffnete Fenster stieg er ein. Wachen waren keine im Raum und sollte er sie hören, hatte er geplant, sich hinter den dicken, bodenlangen Vorhängen zu verstecken. Er entfernte die bereits gelockerten Schrauben an der Vitrine und hielt dabei mit einem Buttermesser die langen Stäbchen in Position, die ansonsten einen Alarm ausgelöst hätten. Der Edelweiß-Stern selbst ruhte auf einem federgelagerten Mechanismus, der jede Gewichtsveränderung registriert hätte. Daher tauschte er ihn schnell und übergangslos gegen das Duplikat aus dem Souvenirshop aus.
Am nächsten Tag erschien Blanchard zur feierlichen Ausstellungseröffnung und beobachtete, wie die Besucher den Plastikstern bestaunten. Einige Zeit später wurde sein Fallschirm in einem nahen Müllcontainer gefunden. Man stellte jedoch keine Verbindung zum Diebstahl her – da dieser noch gar nicht bemerkt worden war. Erst nach zwei Wochen fiel der Austausch der Sterne auf. Im Atemregler seiner Tauchausrüstung schmuggelte Blanchard das Schmuckstück auf der Rückreise mit nach Kanada.

#### Weitere Straftaten
„His ability to plan, his ability to surveil possible criminal targets, his knowledge of electronics that he picked up on his own, the way he carried out his business, the way he organized his own criminal organization, was something that, in combination, and the various offences and crimes that he was involved in, the diversity of them, is something that we’d never seen.“

Gerald Blanchard lebte im Winnipeger Stadtteil St. James-Assiniboia, besaß aber auch weitere Immobilien. Die Fortführung krimineller Aktivitäten im großen Stil ermöglichte ihm ein Leben im Überfluss, das er teilweise im Jetset führte. Sein Vermögen versteckte er auf insgesamt 13 Konten, unter anderem auf Jamaika und den Turks- und Caicosinseln. Das Geld bei kanadischen Banken war für seine Immobiliengeschäfte gedacht, jenes in Europa für Notfälle. Er führte im Laufe der Jahre 32 Decknamen (unter anderen James Gehman, Daniel Wall und Ron Aikins), nutzte 18 verschiedene Handys und Telefone und schlüpfte mit Make-up, Brillen und Haarfärbungen in seine unterschiedlichen Charaktere. Taufscheine und Heiratsurkunden füllte er mit seinen jeweiligen Pseudonymen aus, um beispielsweise echte Führerscheine zu erhalten oder Personalausweise zu beantragen. Unter den Aliassen nahm er sogar Fahrstunden und immatrikulierte sich für College-Seminare. Zudem beschaffte er sich Ausweise und Uniformen von zahlreichen Sicherheitsfirmen und Strafverfolgungsbehörden.
Oftmals gab er vor, Reporter zu sein, um Prominente treffen zu können. Er fälschte V.I.P.-Pässe und Presseausweise. Auf diese Weise besuchte er beispielsweise Playoff-Spiele der National Hockey League und fuhr mit dem ehemaligen Formel-1-Weltmeister Mario Andretti mehrere Runden auf dem Indianapolis Motor Speedway. In Monaco traf er Fürst Albert II. (damals allerdings noch Thronfolger) bei einem Yachtrennen und im Rahmen eines ihrer Konzerte interviewte er Christina Aguilera.

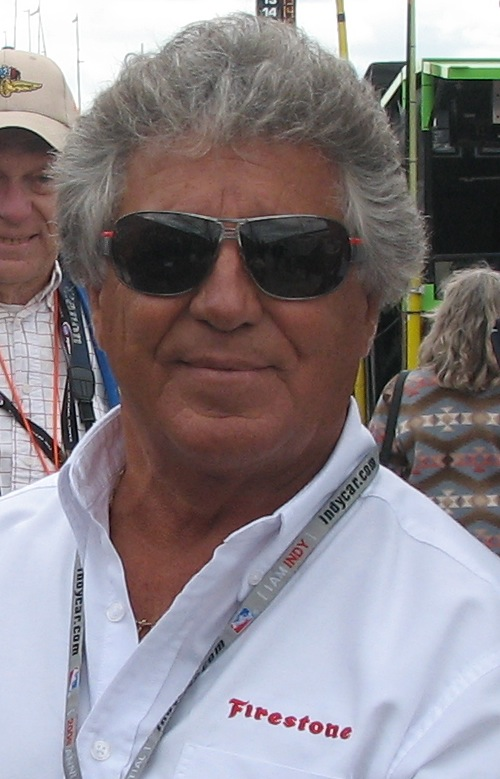
Mario Andretti
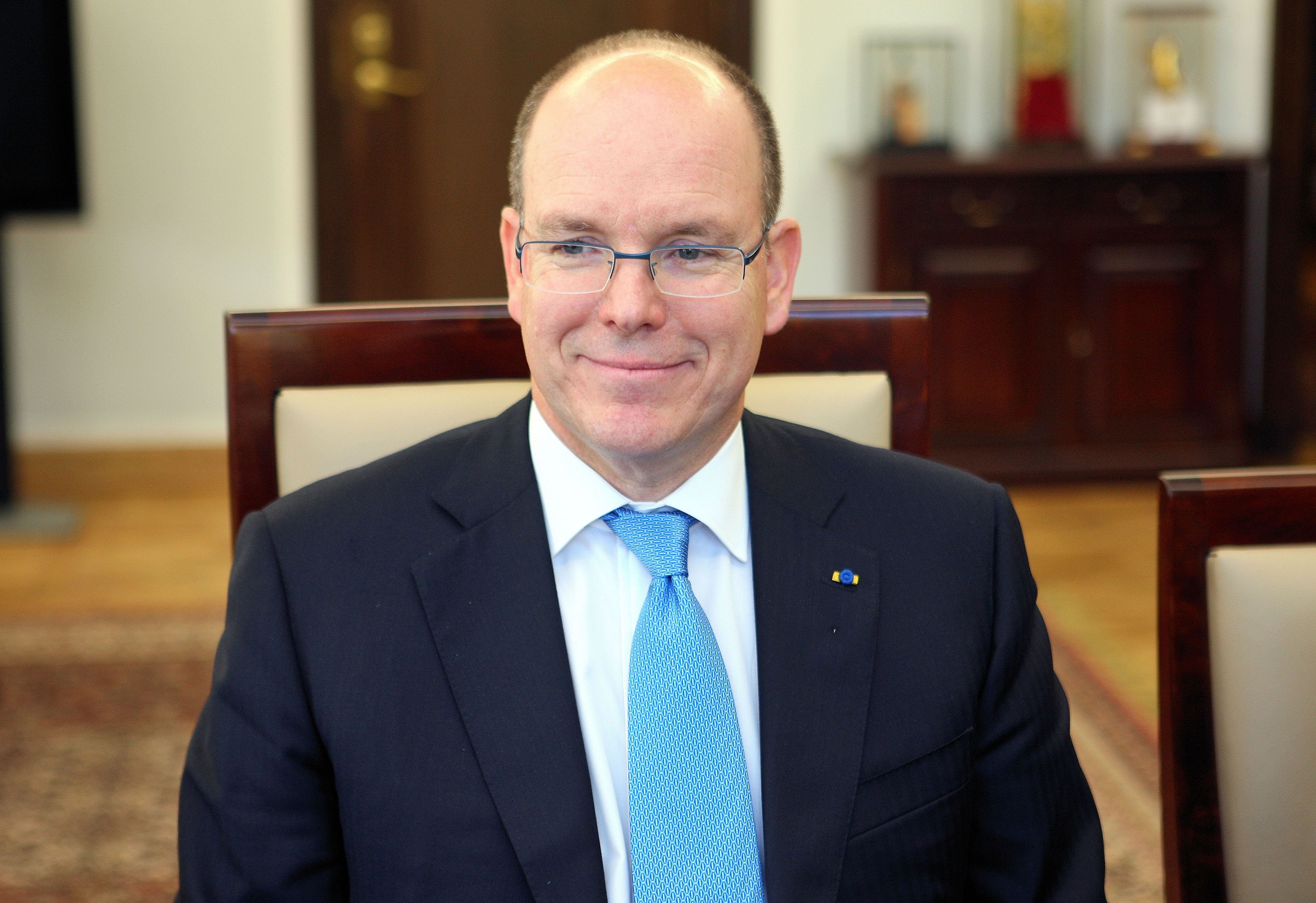
Fürst Albert II. von Monaco
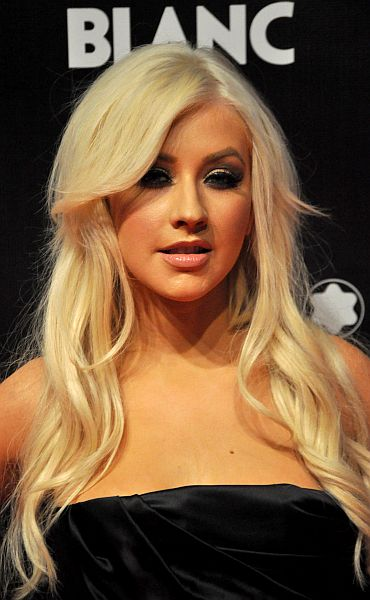
Christina Aguilera

Bei diesem Konzert im Juli 2000 traf er die noch minderjährige Angela James. Sie gab an, für Ford Models zu arbeiten. Beide verstanden sich umgehend und er fand schnell heraus, dass sie zu kriminellen Aktionen bereit war. Beide waren nie ein Paar – wohl aber Komplizen, denn Blanchard gefiel die Vorstellung, einen Sidekick zu haben.
Gerald Blanchard baute innerhalb der nächsten Jahre einen Verbrecherring auf, den die Ermittler später in Ermangelung eines offiziellen Namens als Blanchard Criminal Organization bezeichneten. Zeitweise gehörten ihm bis zu acht Mitglieder an. Seine Aktivitäten umfassten internationalen Identitätsdiebstahl, Kreditkartenbetrug, die Fälschung von Gutscheinkarten großer Firmen wie VISA oder Walmart, Umtauschbetrug, Einbrüche in Elektronikläden – vor allem aber Banküberfälle in den kanadischen Provinzen Alberta, Manitoba, British Columbia und Ontario. Dabei ging Blanchard jedoch stets unbewaffnet und unbeobachtet vor. Seine Ziele waren nicht die Angestellten an den Schaltern, sondern die in den Filialen stehenden Geldautomaten. Diese leerte er oftmals nachts und in der Regel ging allen Raubzügen akribische, teilweise wochenlange Überwachung und Vorbereitung voraus. Er agierte mit umfangreichem technischem Equipment, zum Beispiel mit Nachtsichtgeräten, Teleobjektiven, Infrarot-Brillen, Scannern mit Chiffrierungsschlüsseln für die Polizeifrequenzen oder auch hochverstärkenden Antennen, die die Audio- und Videoaufzeichnungen aus der Bank empfingen, die er aufzeichnete. Manchmal hackte er sich in das Sicherheitsnetzwerk der Banken, um die Kameras auszuschalten, ein andermal drang er durch die Luftführungsrohre der Klimaanlagen ein. Infrarot-Sensoren blockierte er einfach mit bleibeschichteten Taschen und durch die Installation von zusätzlichen Metallverkleidungen an Wänden schuf er sich Verstecke für den Fall, dass die Polizei ihn überraschen sollte. Die Mechanik der damals in den meisten Automaten verwendeten Schlösser der beiden Firmen Mas-Hamilton und La Gard hatte er im Kopf. Ein kleinteilig zerlegtes Mas-Hamilton-Schloss konnte er innerhalb von 40 Sekunden zusammensetzen. Im Vorfeld der Banküberfälle wurde er in der Regel von Angela James unterstützt, die vor den Gebäuden Wache stand, während er die Innenräume auskundschaftete.
Zwischen Mai 2001 und September 2004 führte Blanchard vier größere Überfälle in Edmonton aus, bei denen 242.000 Kanadische Dollar in bar und Warenwert (Laptops, Digitalkameras, Personal Digital Assistants und GPS-Geräte) erbeutet wurden:
- 5. Mai 2001: ATB-Financial-Filiale
- 31. Juli 2002: Scotiabank-Filiale
- 28. April 2003: Best-Buy-Filiale
- 2. September 2004: CIBC-Filiale

Der erste dieser Raubzüge war dabei stilbildend für mehrere seiner zahlreichen weiteren Banküberfälle. Die ATB-Financial-Filiale befand sich noch in der frühen Bauphase, als er mit der Observation begann. Denn – so seine Erkenntnis – bevor tatsächlich Geld eintrifft, werden die Gebäude kaum überwacht oder geschützt. Oft betrat er getarnt die Baustelle, entweder als Lieferant oder als Bauarbeiter – mal nachts und mal am helllichten Tag. Dies ermöglichte ihm, seine Ausspähgeräte im Automatenraum zu installieren. Blanchard wusste, wann die Maschinen geliefert und welche Schlösser sie haben würden. Online bestellte er die gleichen Schlösser und baute sie zu Hause bis ins kleinste Detail auseinander, um sie zu verstehen. In der Filiale schließlich nahm er die Schlösser der Automaten ebenfalls auseinander, deaktivierte sie und baute sie wieder ein.
In den Zeitraum der Raubserie in Edmonton fiel auch Blanchards gewinnträchtigster Einzeldiebstahl. Er galt einer noch nicht eröffneten CIBC-Filiale in der Empress Street in Winnipeg. Abermals hatte er das Haus – über dessen Baupläne er verfügte – über mehrere Nächte beobachtet und infiltriert, mit James als Wachposten. Dabei hatte er einige Schlösser ausgetauscht und sich mit anderen ausreichend vertraut gemacht, um sie problemlos öffnen zu können. Blanchard hatte einen Sender hinter einer Steckdose, eine Lochkamera in einem Thermostaten und hinter einer Wand einen Baby-Überwachungsbildschirm installiert. An die Gipskartonwand-Elemente montierte Griffe sollten es ihm ermöglichen, diese einfach zu entfernen und den Geldautomaten-Raum betreten und verlassen zu können. Bei diesem Überfall ging er jedoch noch gewissenhafter vor, als sonst ohnehin schon. Er vermaß den Raum zentimetergenau und baute im Maschinenladen eines Freundes eine Kopie, in der er üben konnte. Er schaffte es, seine Zeit zum Knacken eines Automaten und Entkommen auf 90 Sekunden zu senken. Die Filiale sollte am Montag eröffnet werden und er wusste, dass am Freitag die Geldkassetten geliefert worden waren. Daher nutzte er den Samstag – den 15. Mai 2004 – zum Raub. Er hebelte nach Mitternacht die Außentüren auf, schlich rein und verriegelte sie wieder hinter sich. Die Türen zum Automatenraum waren unverschlossen und weit geöffnet, sodass er sich um den dortigen Zutritt keine Gedanken machen musste. Insgesamt standen in der Filiale sieben Automaten mit je vier Schubfächern und mehrere Geldzählmaschinen. Ohne verräterischen Schaden zu verursachen, öffnete und leerte er alle bis auf einen. Gleichwohl wurde beim Öffnen des ersten Automaten Alarm ausgelöst. Danach entwendete er die Festplatten, die die Videoaufzeichnungen speicherten. Nach erfolgreicher Durchführung seines Planes entkam Blanchard wieder durch die Vordertüren, die er hinter sich verschloss. Mit einem in der Nähe geparkten Van fuhr er davon und hatte 510.000 Kanadische Dollar im Gepäck. Acht Minuten nach dem Alarm erschien die Polizei. Man fand die Türen jedoch verschlossen vor und ging von einem Fehlalarm aus. Als der Diebstahl am nächsten Tag ersichtlich wurde, konnte Blanchard über seine noch immer im Raum vorhandene Überwachungstechnik die Polizisten abhören und erfuhr so ihre Namen sowie den Ermittlungsstand. Bevor er die Stadt verließ, rief er noch sowohl den Bankdirektor auf dessen Handy als auch die Polizei an und gab sich als anonymer Informant aus, der zwar in den Raub involviert, aber um seinen Anteil betrogen worden sei. Die Haupttäter seien ihm zufolge entweder Mitarbeiter der Baufirma oder des Geldtransportdienstes Brink’s gewesen, oder aber die Hausmeister. Seinen Tipps wurde Bedeutung beigemessen, da sie sehr aussagekräftig waren. So verfügte der „anonyme Informant“ über Insiderinformationen und konnte beispielsweise korrekt aussagen, dass ein Bankautomat unangetastet gelassen worden war. Auf diese Weise wollte Blanchard die Verwirrung der Polizisten erhöhen.
Zu diesem Zeitpunkt war er geschieden und lebte mit seiner neuen Freundin Lynette Tien (* 1986 oder 1987) zusammen, die in die kriminellen Machenschaften einbezogen wurde.
Im Sommer 2006 traf Blanchard in London erstmals auf einen Kriminellen, den er – weil er seinen richtigen Namen nicht aussprechen konnte – lediglich als „Boss“ bezeichnete. Sie begegneten sich in einem Elektronikgeschäft, als der Boss acht DVD-Rekorder kaufte. Eine solche Anzahl nutzte man – wie Blanchard wusste – für gewöhnlich nur zu Überwachungszwecken. Auf diese Weise kamen beide ins Gespräch. Noch am selben Tag traf sich Blanchard mit ihm und etwa einem Dutzend seiner kurdischen Handlanger in einem Café. Dort weihte ihn der Boss in seine Europa und den Mittleren Osten umfassenden Pläne ein, die Fälschung und Raub beinhalteten. Die Methode der Gruppe war das sogenannte Skimming. Dabei werden durch Ausspähung illegal erlangte Magnetstreifendaten von Kredit- oder Bankkarten auf gefälschte Karten kopiert, mit denen Geld abgehoben werden kann. Es war ein lukratives Geschäft und die Gruppe leitete einen Großteil des Gewinns an kurdische Separatisten im Irak. Darüber war Blanchard allen Erkenntnissen der Staatsanwaltschaft zufolge informiert. Um Blanchards Fähigkeiten zu testen, wollte ihn der Boss testen: Er sollte zunächst 25 Karten nach Kanada schmuggeln und Bargeld abheben. Als er wenige Tage später mit 60.000 Euro zurückkehrte, war man zufrieden.

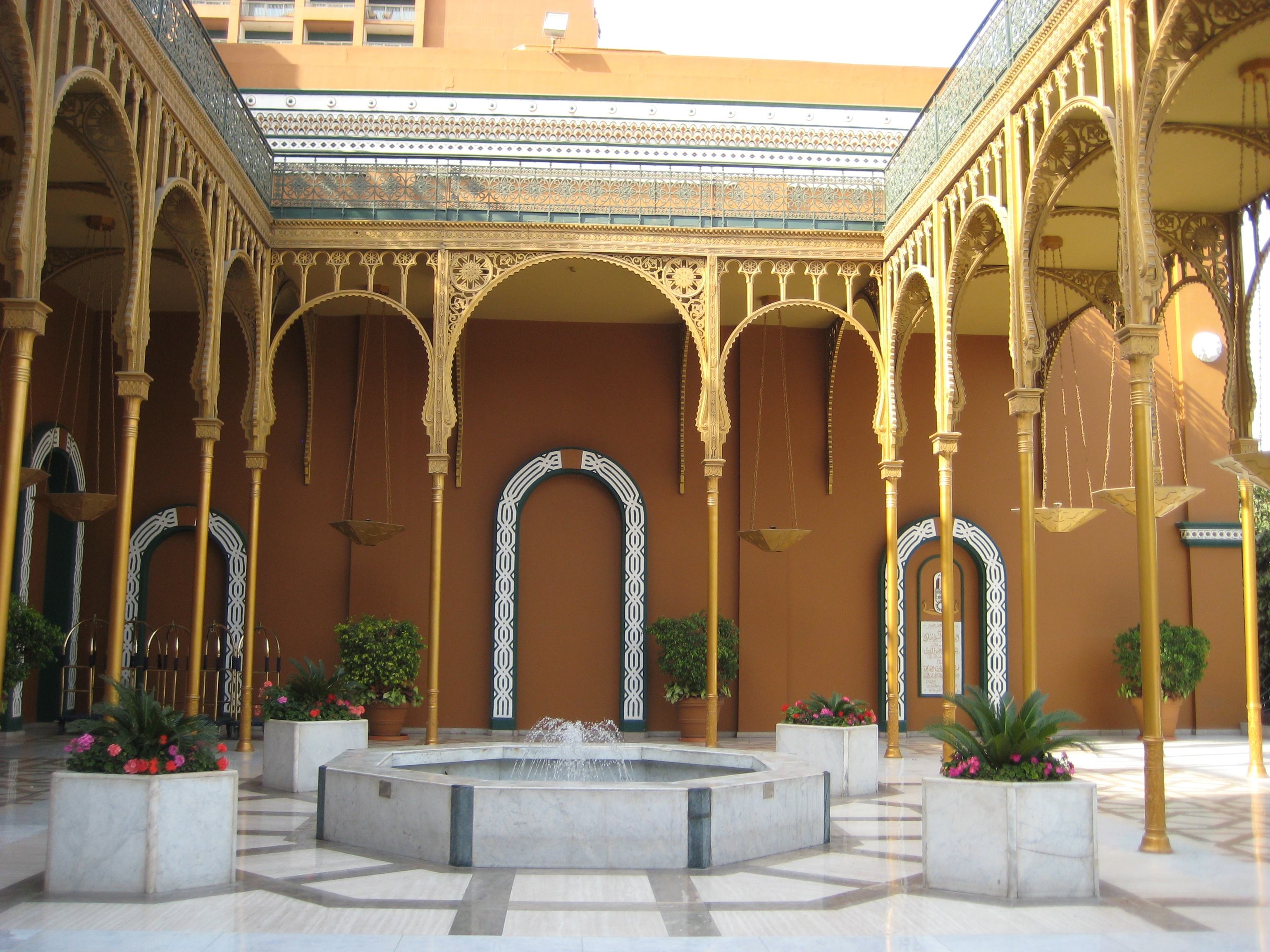
Gerald Blanchard, Angela James und Balume Kashongwe übernachteten im Cairo Marriott Hotel.

Am 16. November 2006 erhielt Blanchard einen Anruf vom Boss, umgehend in die ägyptische Hauptstadt Kairo zu fliegen. Da einige seiner üblichen Komplizen keine Zeit hatten, bestand sein Team nur aus James (deren Eltern er noch von der Reise überzeugen musste) und seinem Nachbarn Balume Kashongwe, einem kongolesischen Immigranten, der sich umgehend bereit erklärt hatte. Nur wenige Stunden nach dem Anruf brach das Trio auf. Tien organisierte in Blanchards Eigentumswohnung in Vancouver die Reiseverbindungen und war für die Verwaltungsarbeit zuständig. In Kairo übernachteten sie in einem Luxushotel und erhielten am Tag nach ihrer Ankunft Besuch von drei Helfern des Bosses, die Blanchard bereits aus dem Londoner Café kannte. Diese brachten etwa 1000 gefälschte Karten mit, die umgehend genutzt werden sollten. Man wollte mit ihnen das tägliche Maximum von den Konten abheben, ehe der Diebstahl gemeldet werden konnte. Während Kashongwe und die Kurden sich gut einfügten, tarnten sich Blanchard und James mit Burkas. Die Teams zogen etwa eine Woche lang, zwölf Stunden täglich, von einem Automaten zum nächsten. Sie hoben Ägyptische Pfund ab und stopften die Scheine in Rucksäcke, Koffer und Beutel. Wie üblich, filmte Blanchard das komplette Unterfangen – die Touren zu den Geldautomaten, das Geld, aber auch die Freizeitgestaltung in der Innenstadt. In diesem Zeitraum erbeutete man so umgerechnet mehr als zwei Millionen US-Dollar.
Da die einzelnen Abhebesummen jedoch vergleichsweise klein ausfielen, schickte Blanchard nach einigen Tagen Kashongwe mit 50 Karten nach Nairobi, um einträglichere Maschinen zu finden. Bald musste das Team in Kairo jedoch feststellen, dass der Kongolese untergetaucht war. Der Boss forderte Blanchard auf, ihn zu finden. Dieser führte daraufhin Telefonate mit Tien, mit Kashongwes Schwester in Brüssel und seinem Bruder in Ottawa. Alle Versuche blieben jedoch erfolglos. Die Situation drohte Blanchard endgültig zu entgleiten, als der Boss ihm mitteilte, er könne Kairo nicht verlassen, ehe die verlorenen 50 Karten gefunden seien. Zu seiner Bewachung wurden zwei weitere Männer abgestellt. Es gelang Blanchard  jedoch, seinen Auftraggeber zu überzeugen, dass James nichts mit Kashongwes doppeltem Spiel zu tun hatte, woraufhin sie abreisen durfte. Er selbst übernahm die volle Verantwortung und versicherte, Kashongwes gestohlenen Anteil der Beute persönlich zahlen zu wollen. Man erteilte ihm die Erlaubnis für einen Flug nach London. Dort klärten er und der Boss ihre Angelegenheiten und einigten sich auf weitere gemeinsame Geschäfte. Letztlich betrug sein Anteil am Gewinn „nur“ etwa 65.000 Kanadische Dollar. Am 3. Dezember 2006 landete Blanchard wieder in Vancouver.
Umgehend mietete er sich ein Auto und fuhr nach Chilliwack. Die Überwachung und Auskundschaftung einer dortigen Scotiabank-Filiale hatte er bereits vor der Ägypten-Reise begonnen und er plante, den Raub zum Ende der Ferien zu verüben. Dabei rechnete er mit einer Beute von ungefähr 800.000 Dollar. Unterdessen hielt er telefonischen Kontakt zum Boss, der ihm ankündigte, dass ein Team am nächsten Tag – dem 4. Dezember – in Montreal landen werde. Abermals einen Tag später, am 5. Dezember, schlich sich Blanchard in die Bank, erkundete deren Rohrsystem und telefonierte dabei erneut mit dem Boss.

### Strafverfolgung

#### „Operation Kite“ und Festnahme
„I’ve been involved in a lot of investigations involving robbery and fraud, but I have never seen this level of sophistication before.“

Die Polizei war erst nach dem Überfall auf die CIBC-Filiale in Winnipeg am 15. Mai 2004 nach und nach auf Blanchard aufmerksam geworden. Zwar standen die Ermittler am nächsten Morgen zunächst vor einem Rätsel, da die Türen keine Schäden aufwiesen, keine Kamerabilder vorhanden waren und auch keine Fingerabdrücke gefunden werden konnten; hinzu kamen Blanchards bewusste Täuschungsmanöver. Wenig später erhielt die Polizei jedoch den Anruf von einem Angestellten einer nahen Walmart-Filiale, die sich einen Parkplatz mit der Bank teilte. Der Mitarbeiter war schon seit längerem verärgert über widerrechtlich parkende Fahrzeuge und überwachte den Platz daher sporadisch. In der Nacht des Einbruchs hatte er einen blauen Dodge Caravan nahe der Bank bemerkt. Im Inneren sah er eine Sackkarre und andere Ausrüstungsgegenstände und schrieb sich daher das Kennzeichen auf. Die Polizei ermittelte den Halter des Fahrzeuges – es war bei Avis von einem Gerald Daniel Blanchard gemietet worden. In der Zweigstelle der Autovermietung wurde der Wagen und in ihm diverse Fingerabdrücke sichergestellt. So kam die Polizei Blanchard auf die Spur. Unklar bleibt bis heute, warum er seinen Klarnamen genutzt und während der Fahrt keine Handschuhe getragen hatte. Wegen seiner Raffinesse fiel der Überfall in die Zuständigkeit von Winnipegs Major Crimes-Polizeiabteilung. Blanchard erhielt allerdings Kenntnis davon, dass man ihm auf der Spur war und verhielt sich deshalb für längere Zeit absolut unauffällig. In den folgenden zwei Jahren wurden viele Ermittler, die mit dem CIBC-Bankraub beschäftigt waren, versetzt oder gingen in Ruhestand. Bis Anfang 2006 erkaltete die anfangs so heiße Spur daher.
Dann wurde Mitch McCormick, ein erfahrener Polizist, in die Abteilung Major Crimes versetzt und beschloss, sich den Fall noch einmal vorzunehmen. Er kontaktierte seinen langjährigen Kollegen Larry Levasseur, der ein Experte in der Telekommunikationsüberwachung und gerade in die Abteilung Commercial Crimes versetzt worden war. Ihre Vorgesetzten waren anfangs wenig überzeugt vom Nutzen dieses Engagements. Schließlich erhielten die beiden zwar die Erlaubnis, zu ermitteln, bekamen aber kein eigenes Budget und mussten sich selbst ein kleines Team zusammenstellen. Schon nach kurzer Zeit erkannten sie, dass der Fall Blanchard eine ungeahnte Größe entwickelte. Nach und nach entwirrten sie sein ausgedehntes Netzwerk, brachten ihn in Verbindung mit zahlreichen weiteren Straftaten und enttarnten seine Decknamen. Erstmals galt Blanchard nun auch als Verdächtiger in Bezug auf den Raub der Edelweiß-Sterne in Wien beinahe acht Jahre zuvor. Schließlich füllten die Ermittlungsergebnisse 275 Seiten und das überzeugte einen Richter, die Erlaubnis zum Anzapfen von Blanchards zahlreichen Telefonen zu erteilen. Von diesem Zeitpunkt an wurde die Untersuchung höchstoffiziell geführt und als „Operation Kite“ (nach englisch: kite = Winddrachen) benannt.
Telefonüberwachungen ziehen sich manchmal über Jahre, in denen die Polizei auf kleine Versprecher oder versteckte Hinweise wartet. Blanchard jedoch war ungewöhnlich redselig. Bereits am zweiten Wochenende hörten die Ermittler, wie er Mitglieder seiner Organisation in Bezug auf einen Umtauschbetrug bei Best Buy instruierte. Zahlreiche weitere Überfälle folgten. So erkannten sie nach und nach immer weitere Details seiner Aktivitäten. Während der Ägypten-Reise wurden Blanchards E-Mail-Account und seine Anrufe bei Tien in Kanada überwacht. Man erfuhr vom Umfang der Beute und bekam auch die großen Probleme mit, die sich durch Kashongwes Verschwinden ergaben. Nach Blanchards Landung in Vancouver spielte der Polizei seine Verwirrung und Nervosität in die Karten, denn er machte weitere Fehler. Die Polizisten hefteten sich an seine Fersen und hörten seine Telefonate mit dem Boss sowie Gespräche über den nächsten Bankraub ab. Als der Boss die Ankunft eines Teams am Flughafen Montréal-Trudeau für den 4. Dezember 2006 ankündigte, wurden umgehend die dortigen Behörden verständigt, denen man sogar die Namen und Flugreisedaten übermitteln konnte. Unmittelbar nach der Landung wurden die Kriminellen festgenommen. In ihrem Gepäck fand man Dutzende Blanko-Kreditkarten, einen Kartenschreiber und Computer mit unzähligen Details zu den Raubzügen in Kairo. Die Festplatten enthielten darüber hinaus auch Blanchards Videoaufnahmen seiner Überfälle. Nun konnten die Ermittler ihn nicht nur darüber reden hören, sondern sahen ihn auch selbst die Verbrechen begehen. Als Blanchard dem Boss am 5. Dezember während ihres Telefonats mitteilte, gerade die Bank auszukundschaften, die sein nächstes Ziel sein würde, bestimmten die Beamten mittels Trilateration seine Position. Sie erkannten dadurch, dass er die Scotiabank-Filiale in Chilliwack ausgewählt hatte.
Ende Januar 2007 beteiligten sich mittlerweile neben der Winnipeger Polizei auch Ermittler aus Toronto, Edmonton und Vancouver, die Provinzpolizei sowie die Royal Canadian Mounted Police an der „Operation Kite“. Durch den Überfall in Ägypten war Blanchard zudem in den Fokus von FBI und Interpol gerückt. Am 23. Januar 2007 stürmten mehr als ein Dutzend SWAT-Polizisten gegen 4 Uhr morgens Blanchards Eigentumswohnung in Vancouver, wo sie ihn und seine Freundin Lynette Tien vorfanden und verhafteten. Mehrere andere Hausdurchsuchungsbeschlüsse wurden zeitgleich in verschiedenen kanadischen Städten durchgesetzt. Alle Mitglieder der Blanchard Criminal Organization konnten festgenommen werden – zwei in Winnipeg, drei in Vancouver, zwei in Edmonton und eines in Toronto. Darunter waren auch Blanchards Cousin Dale Fedoruk, der 83-jährige Carl Bales, dessen Haus Blanchard als Briefkastenadresse genutzt hatte sowie Lance Ulmer. Der hatte die Logistik seiner Post- und Schiffsversandfirma für die kriminellen Aktivitäten zur Verfügung gestellt.
In Blanchards Wohnung sowie seinen zahlreichen anderen Immobilien und Lagerräumen stellte die Polizei insgesamt zehn Paletten mit Material sicher: 60.000 Dokumente, Bargeld in unterschiedlichen Währungen, Rauchgranaten, Munition, Feuerwaffen und über 300 elektronische Geräte. In der Wohnung stießen die Ermittler zudem auf einen versteckten Raum, in dem sie Diebstahlausrüstungs-Sets und eine aufgeschlüsselte Dokumentation aller seiner Tarnidentitäten fanden.

#### Vernehmungen und Prozess
Seit seiner Festnahme saß Blanchard im Remand Centre in Winnipeg in Untersuchungshaft. Er sagte später aus, er hätte ohne nennenswerte Schwierigkeiten aus dem Gefängnis entkommen können. Eine solche Aktion hätte jedoch seiner Ansicht nach keinen Sinn gehabt: Die Polizei hatte erdrückende Beweise, einschließlich 120 Video- und Audioaufnahmen. Man hätte ihn erneut aufgespürt und er war des Versteckspielens überdrüssig.
In den Vernehmungen weigerte er sich, Angaben zu seinen Komplizen zu machen, entschied sich aber, ansonsten vollumfänglich mit den Behörden zusammenzuarbeiten. Ermittler Mitch McCormick führte dies auch teilweise auf Blanchards Charakter zurück. Er bezeichnete ihn als „extravaganten Typen und extrovertierten Menschen. [...] Ein Teil von ihm wollte einfach seine Geschichte erzählen.“ Es dauerte einige Zeit, bis sich beide Seiten aufeinander abgestimmt hatten, dann aber verliefen die Gespräche und Verhöre mit Blanchard äußerst konstruktiv in höflicher Atmosphäre und seine Angaben erwiesen sich als sehr hilfreich. Schließlich bot er an, die Polizei zum 1998 in Wien gestohlenen Edelweiß-Stern zu führen. Er hatte ihn hinter einer Polystyrol-Wärmedämmungsverkleidung im Kriechkeller des Hauses seiner Großmutter versteckt. Daran anschließend erläuterte Blanchard den Beamten etwa einen Monat lang im Detail seine Raubzüge, korrigierte Ermittlungsfehler, füllte Erkenntnislücken und bestätigte korrekte Ergebnisse. McCormick und seine Kollegen zeigten sich überrascht vom Grad der Kooperation:
„Never in policing does the bad guy tell you: ‚Here’s how I did it, down to the last detail.‘ And that’s what he did.“
Die Ermittler kamen nicht umhin, widerwillig Respekt für Blanchards Raffinesse zu entwickeln und er bewunderte ihre unermüdlichen Nachforschungen. Aus dem Material und den Informationen, die er ihnen zur Verfügung stellte, fertigten McCormick und Levasseur noch während des laufenden Verfahrens eine Multimedia-Präsentation für Bankangestellte und Strafverfolgungsbeamte.
Auf einer Pressekonferenz am 1. Juni 2007 klärte die Polizei von Winnipeg die Öffentlichkeit erstmals über das Ausmaß der Straftaten der Blanchard Criminal Organization auf. Man sprach von „einigen der ausgeklügeltsten Verbrechen, die je auf drei Kontinenten verzeichnet“ worden wären. Allerdings informierten die Ermittler auch darüber, dass Blanchard verdächtigt werde, aus seiner Untersuchungshaftzelle in Headingley (Manitoba) heraus – wohin er zwischenzeitlich verlegt worden war – einen Auftragsmörder engagiert haben zu wollen, um seine ehemalige Freundin Lynette Tien zu entführen und zu töten. Tien war als einziges der festgenommenen Mitglieder seines Rings auf Kaution entlassen worden. Zu diesem Zeitpunkt sah sich Blanchard mit 41 Anklagepunkten konfrontiert. Am 12. Juni kamen weitere vier hinzu, als die Polizei bekannt gab, dass er auch Hauptverdächtiger bezüglich der vier Raube in Edmonton zwischen 2001 und 2004 sei.
Der Prozess begann schließlich am Court of Queen’s Bench of Manitoba in Blanchards Heimatstadt Winnipeg. Ihm hätten bis zu 164 Jahre Haft gedroht, doch seine umfangreiche Mithilfe im Laufe der Ermittlungen wurde im Verfahren zu seinen Gunsten strafmildernd berücksichtigt. Auch zeigte er sich gewillt, eine längere Freiheitsstrafe zu akzeptieren, wenn im Gegenzug seine Mitangeklagten nachsichtig behandelt würden. Er weigerte sich weiterhin, gegen sie auszusagen. Letztlich erhielt tatsächlich keiner seiner Komplizen Haftstrafen ohne Bewährung. Das letzte die Blanchard Criminal Organization betreffende Urteil wurde am 8. April 2009 gesprochen, als Lance Ulmer zu achtzehn Monaten Haft auf Bewährung verurteilt wurde. Während des Prozesses ließ Blanchard seinen Anwalt Danny Gunn ein Statement verlesen:
„My client wishes to recognize that this huge lie that he had been living could now finally fall apart. [...] He recognizes that the men and women of the Winnipeg Police Service made that all possible.“
Am 5. Oktober 2007 kündigte Gunn an, man habe sich mit der Staatsanwaltschaft verständigt und sein Mandant sei bereit, sich in 16 Anklagepunkten schuldig zu bekennen. Alle weiteren Punkte – darunter der Verdacht des versuchten Auftragsmordes – würden fallen gelassen. Dieser Schritt sollte unter anderem dazu dienen, das aufwendige Verfahren signifikant abzukürzen. Das Schuldanerkenntnis erfolgte am 7. November und noch am gleichen Tag wurde Gerald Blanchard zu einer Freiheitsstrafe von acht Jahren verurteilt. Unter Berücksichtigung der angerechneten 288 Tage in Untersuchungshaft verblieb eine noch abzuleistende Haftzeit von etwa sechs Jahren. Darüber hinaus musste er 500.000 Kanadische Dollar Entschädigung an die Benachteiligten seiner Verbrechen zahlen und zustimmen, vier seiner Wohnungen zu verkaufen.
Im Rahmen der Urteilsverkündung dankte Blanchard abermals den Polizisten für die Sorgfalt ihrer Untersuchungen. Associate Chief Justice Jeffrey Oliphant – der bereits zuvor scherzhaft geäußert hatte, die Banken sollten Blanchard als Sicherheitsberater einstellen und ihm mehrere Millionen Dollar pro Jahr zahlen – gab ihm noch mit auf den Weg:
„You’re no hero, Mr. Blanchard, but you could have made this [das Verfahren] a lot more difficult. [...] I think that you have a great future ahead of you if you wish to pursue an honest style of life. Although I’m not prepared to sign a letter of reference.“

#### Haft

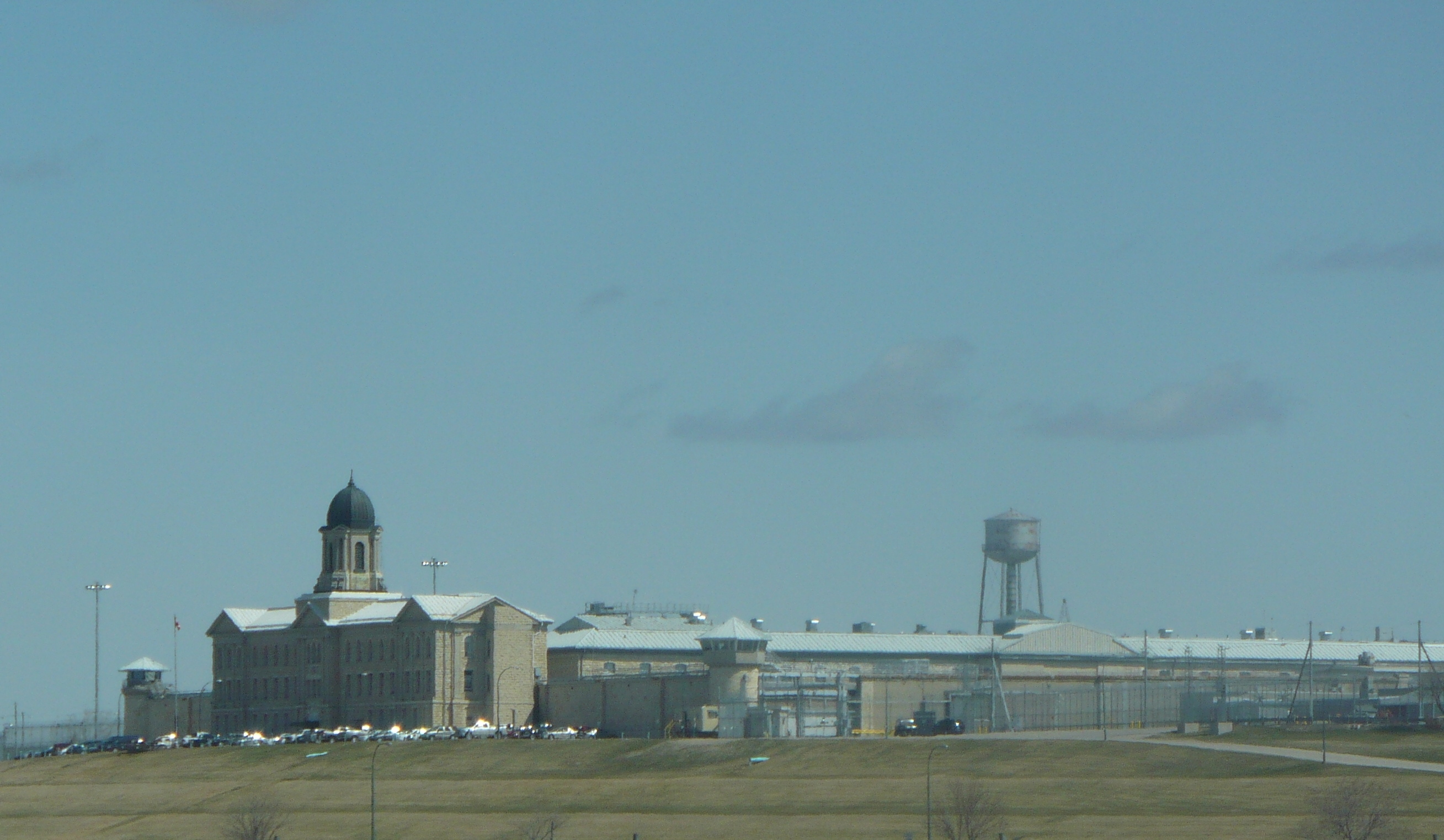
Die Stony Mountain Institution im Mai 2008, während Blanchards dortiger Haftzeit.

Gerald Blanchard war in der Stony Mountain Institution in Stony Mountain (Manitoba) inhaftiert, einem Gefängnis mittlerer Sicherheitsstufe.
Nach einer dreieinhalbstündigen Sitzung der zuständigen Bewährungskommission (parole board) wurde ihm am 17. Juni 2009 Tagesparole gewährt – am ehesten zu vergleichen mit offenem Vollzug. Er zog in eine entsprechende Einrichtung in Vancouver und erwog im Januar 2010 Sicherheitsberater zu werden. Die Bewährung sollte zunächst für ein Jahr gelten, dann wollten die Behörden den Fall erneut prüfen.
Im Juli 2010 wurde Blanchards Bewährung widerrufen, da er sich angeblich mit ehemaligen Komplizen getroffen hatte, und die Polizei vermutete, er betätige sich wieder kriminell. In seinen Räumen in der Haftanstalt fand man eine Vielzahl elektronischer Geräte, darunter ein verstecktes Handy, mehrere SIM-Karten, USB-Sticks, Express-Postaufkleber, 33 Bankdepot-Umschläge zweier Geldinstitute, ein Füllfederhalter, der Audio- und Videoaufnahmen ermöglicht, eine elektronische Karte, die Anrufumleitungen herstellt, sowie ein Gerät, das die Stimme am Telefon verändert.
Erneut geprüft wurde eine mögliche Vollzugslockerung im Juni 2011. Am 27. Oktober 2011 beschloss man abermals eine Tages-Parole für Blanchard, obschon die Bewährungskommission Bedenken äußerte, er könnte „seine Verbrechen glorifizieren“. Diesmal jedoch musste er sich an strenge Auflagen halten. Er durfte nicht mehr als ein Handy besitzen (es sei denn, alle Geräte waren auf seinen Namen registriert), musste sich von Personen fernhalten, von denen er wusste oder vermutete, dass sie kriminell aktiv waren, musste seinem Bewährungshelfer detaillierte Einsicht in seine persönlichen Finanzunterlagen gewähren und durfte einen Computer weder nutzen noch besitzen. Die Bewährungskommission teilte Blanchard mit:
„While the Board is concerned that you continue to take pride in your criminal past and the Board is skeptical about your expressed remorse, there is no reliable and persuasive information to suggest you have returned to your crime cycle or that your risk to reoffend has elevated.“
Unter den gleichen Bedingungen wurde Gerald Blanchard am 23. April 2012 im Rahmen eines statutory release offiziell aus der Haft entlassen. Er hatte zwei Drittel der Freiheitsstrafe verbüßt; der Rest wurde zur Bewährung ausgesetzt.